# 20641 Яньваньчжень
20641 Яньваньчжень (20641 Yenuanchen) — астероїд головного поясу, відкритий 4 жовтня 1999 року.
Тіссеранів параметр щодо Юпітера — 3,235.
Названо на честь тайванської призерки конкурсу Intel International Science and Engineering Fair Янь Ваньчжень (кит.: 嚴婉禎), яка зайняла 2-е місце у 2004 році.